# ماتيو فيولا
ماتيو فيولا (بالإيطالية: Matteo Viola)‏ مواليد 7 يوليو 1987، هو لاعب كرة مضرب إيطالي بدأ مسيرته كمحترف سنة 2004 يلعب باليد اليمنى. أعلى تصنيف له في الفردي كان المركز الـ 118 في سنة 2013. أعلى تصنيف له في الزوجي كان المركز الـ 171 في سنة 2012.

## روابط خارجية
- ماتيو فيولا على موقع رابطة محترفي التنس (الإنجليزية)
- ماتيو فيولا على موقع الاتحاد الدولي لكرة المضرب (الإنجليزية)
- ماتيو فيولا على موقع خلاصة التنس.كوم (الإنجليزية)
- ماتيو فيولا على موقع إي إس بي إن.كوم (الإنجليزية)